# Foot Ball Club di Roma 1913-1914
Questa pagina raccoglie le informazioni riguardanti il Foot Ball Club di Roma nelle competizioni ufficiali della stagione 1913-1914.

## Stagione
Nella stagione 1913-1914 il Roman si classificò 2º nel campionato di Prima Categoria girone laziale.

## Divise
La divisa del Roman era costituita da maglia rossa con colletto a polo e bordi manica gialli, pantaloncini bianchi e calzettoni rossi con dettagli gialli. I portieri indossavano una maglia con colletto a polo gialla, pantaloncini bianchi e calzettoni gialli.
| Casa     | \| Portiere \| |
| Portiere |                |

## Organigramma societario
Area direttiva
- Presidente: Marcello Noli da Costa
- Vice-presidenti: Ignazio Borsarelli e Umberto Grassi
- Consiglieri: Gaetano Fichera, Francesco Peroni, Max Immelen
- Consiglieri (commissione sportiva): Luigi Millo, Carlo Venarucci, Enzo Casalini

## Rosa
| N. |                        | Ruolo | Calciatore         |
| -- | ---------------------- | ----- | ------------------ |
|    | Italia (bandiera)      | C     | Francesco Becchis  |
|    | Italia (bandiera)      | D     | Guglielmo Bompiani |
|    | Italia (bandiera)      | A     | Camillo Bona       |
|    | Inghilterra (bandiera) | D     | Charles Bowden     |
|    | Italia (bandiera)      | A     | Giorgio Cenedesi   |
|    | Italia (bandiera)      | A     | Gino Donati        |
|    | Italia (bandiera)      | C     | Umberto Grassi     |
|    | Inghilterra (bandiera) | A     | William Crump      |
|    | Italia (bandiera)      | P     | Pasquale Lissone   |

| N. |                    | Ruolo | Calciatore         |
| -- | ------------------ | ----- | ------------------ |
|    | Italia (bandiera)  | C     | Marchesi           |
|    | Italia (bandiera)  | A     | Arthur Meille      |
|    | Italia (bandiera)  | C     | Mario Nevi         |
|    | Italia (bandiera)  | C     | Roberto Pedoni     |
|    | Italia (bandiera)  | D     | Pina               |
|    | Francia (bandiera) | A     | Otello Sassi       |
|    | Italia (bandiera)  | C     | Paolo Telfener     |
|    | Italia (bandiera)  | A     | Giovanni Tommasina |

## Risultati

### Campionato di Prima Categoria

#### Girone di andata
| Roma 9 novembre 1913, ore 14:00 CEST 1ª giornata | Roman              | 3 – 0 | Audace Roma | \| Arbitro: \| Resegotti (Milano) \| |
| Arbitro:                                         | Resegotti (Milano) |       |             |                                      |

| Roma 16 novembre 1913, ore 14:00 CEST 2ª giornata | Juventus Roma    | 0 – 4 | Roman | \| Arbitro: \| Scamoni (Torino) \| |
| Arbitro:                                          | Scamoni (Torino) |       |       |                                    |

| Roma 23 novembre 1913, ore 14:00 CEST 3ª giornata | Roman           | 2 – 3 | Lazio | \| Arbitro: \| Bellucci (Roma) \| |
| Arbitro:                                          | Bellucci (Roma) |       |       |                                   |

| Roma 30 novembre 1913, ore 14:00 CEST 4ª giornata | Pro Roma        | 0 – 2 | Roman | \| Arbitro: \| Bellucci (Roma) \| |
| Arbitro:                                          | Bellucci (Roma) |       |       |                                   |

| Roma 7 dicembre 1913, ore 14:00 CEST 5ª giornata | Roman           | 5 – 0 | Fortitudo | \| Arbitro: \| Bellucci (Roma) \| |
| Arbitro:                                         | Bellucci (Roma) |       |           |                                   |

#### Girone di ritorno
| Roma 14 dicembre 1913, ore 14:00 CEST 6ª giornata | Audace Roma       | 0 – 1 | Roman | \| Arbitro: \| Scarioni (Milano) \| |
| Arbitro:                                          | Scarioni (Milano) |       |       |                                     |

| Roma 21 dicembre 1913, ore 14:00 CEST 7ª giornata | Roman           | 1 – 3 | Juventus Roma | \| Arbitro: \| Fielding[2] (Roma) \| |
| Arbitro:                                          | Fielding (Roma) |       |               |                                      |

| Roma 18 gennaio 1914, ore 14:00 CEST 8ª giornata | Lazio            | 3 – 1 | Roman | \| Arbitro: \| Pedroni (Milano) \| |
| Arbitro:                                         | Pedroni (Milano) |       |       |                                    |

| Roma 25 gennaio 1914, ore 14:00 CEST 9ª giornata | Roman           | 4 – 1 | Pro Roma | \| Arbitro: \| Perugini (Roma) \| |
| Arbitro:                                         | Perugini (Roma) |       |          |                                   |

| Roma 1 febbraio 1914, ore 14:00 CEST 10ª giornata | Fortitudo       | 1 – 1 | Roman | \| Arbitro: \| Perugini (Roma) \| |
| Arbitro:                                          | Perugini (Roma) |       |       |                                   |

## Statistiche

### Statistiche di squadra
| Competizione    | Punti | In casa | In casa | In casa | In casa | In casa | In casa | In trasferta | In trasferta | In trasferta | In trasferta | In trasferta | In trasferta | Totale | Totale | Totale | Totale | Totale | Totale | DR |
| Competizione    | Punti | G       | V       | N       | P       | Gf      | Gs      | G            | V            | N            | P            | Gf           | Gs           | G      | V      | N      | P      | Gf     | Gs     | DR |
| --------------- | ----- | ------- | ------- | ------- | ------- | ------- | ------- | ------------ | ------------ | ------------ | ------------ | ------------ | ------------ | ------ | ------ | ------ | ------ | ------ | ------ | -- |
| Prima Categoria | 15    | 5       | 3       | 0       | 2       | 15      | 7       | 5            | 3            | 1            | 1            | 9            | 4            | 10     | 6      | 1      | 3      | 24     | 11     | 13 |
| Totale          | -     | 5       | 3       | 0       | 2       | 15      | 7       | 5            | 3            | 1            | 1            | 9            | 4            | 10     | 6      | 1      | 3      | 24     | 11     | 13 |